# Hyposidra plagosa
Hyposidra plagosa là một loài bướm đêm trong họ Geometridae.